# Préfecture de Kuhrang
La préfecture de Kuhrang (en persan: شهرستان کوهرنگ, shahrestān-e Kuhrang) est l'une des 10 préfectures (shahrestān) de la province de Chahar Mahaal et Bakhtiari (Iran).

## Géographie
La préfecture de Kuhrang est située au nord-ouest de la province de Chahar Mahaal et Bakhtiari. Elle est divisée en trois districts (bakhsh): le district central (persan : بخش مرکزی شهرستان کوهرنگ), le district de Bazoft (persan : بخش بازفت) et le district de Doab-Samsami (persan : بخش دوآب صمصامی). Son chef-lieu est la ville de Chelgerd et compte deux autres villes: Bazoft et Samsami. 
La préfecture de Kuhrang compte 3 barrages hydrauliques et tunnels transférant l'eau de la rivière Kuhrang vers le Zayandeh rud à Isfahan: Kuhrang 1, Kuhrang 2 et Kuhrang 3.

## Population
En 2006, sa population s'élevait à 33 468 habitants repartis dans 5 980 familles. L'essentiel de la population est d'ethnie bakhtiari.